# Al-A'raf

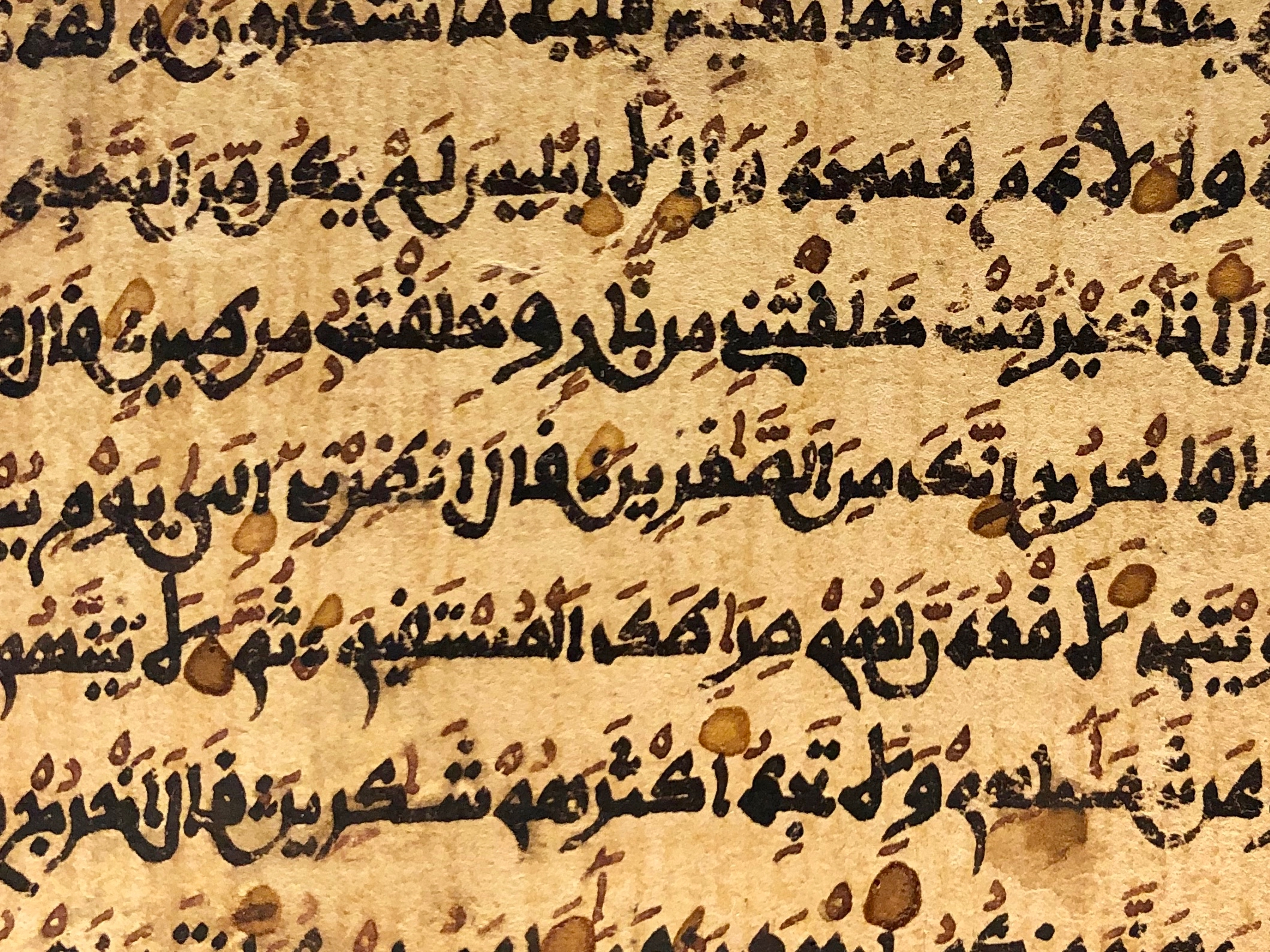
Al-A'raf "Os Cimos"

Al-A'raf "Os Cimos" (Em árabe: سورة الأعراف) é a sétima sura do Alcorão, com 206 ayats. É classificada como uma sura Makkan.